# Euxoa sponsa
Euxoa sponsa là một loài bướm đêm trong họ Noctuidae.